# Legend Seven
Legend Seven era una banda cristiana de Hard rock formada en la década de los 90 por tres exmiembros de la banda, también cristiana, Ruscha.
La banda hizo su debut en 1990 con el nombre de "Archon" en un disco recopilatorio publicado por la revista Metal Heaven, con una versión autoproducida de "After the Fall". La canción fue relanzada en el álbum "Legend" (nombre usado a partir de  allí por la banda) en 1991 por Word Records. Poco después, la banda se vio obligada a cambiar su nombre a Legend Seven al enterarse de que otra banda ya estaba usando el nombre "Legend". Lanzaron el disco Blind Faith en 1993.
Ambos álbumes fueron producidos por el ganador del premio Grammy, Bubba Smith, y obtuvo varios éxitos en la radio cristiana ("Carry Me", #4, 1992, "Angels", #2, 1992, "Be Still", #1 por dos semanas, 1994, "Blind Faith", #1 por 2 semanas, 1994, "Primer amor", #10, 1994, "Call on Me", #15, 1994). La banda se separó en 1994.

## Miembros
- Steve Valentine - voz
- Michael W. Jacobs - guitarra, voces de fondo.
- Randy Ray - bajo, coros.
- Billy Williams - batería, percusión, coros.

### Miembros de gira
- Greg Wilson - guitarra, voces de fondo.
- George Nicholson - teclados, voces de fondo.

## Discografía
- Legend (1992) - publicado por la banda bajo el nombre de Legend.
- Blind Faith (1993)